# Князево (Татарстан)
 Князево  — село в Тукаевском районе Татарстана. Входит в состав Князевского сельского поселения.

## География
Находится в северо-восточной части Татарстана на расстоянии приблизительно 11 км на юго-восток от районного центра города Набережные Челны у речки Буклы.

## История
Основано в XVIII веке, упоминалось также как Марьина Пустошь, В 1910 году была открыта Никольская церковь, в советское время работал крахмалопаточный завод.

## Население
Постоянных жителей было: в 1870—982, в 1897—615, в 1913—732, в 1920—742, в 1926—463, в 1938—458, в 1958—360, в 1970—313, в 1979—453, в 1989—356, 140 в 2002 году (русские 79 %), 200 в 2010.